# Kikimora palustris
Kikimora palustris là một loài nhện trong họ Linyphiidae.
Loài này thuộc chi Kikimora. Kikimora palustris được Kirill Yuryevich Eskov miêu tả năm 1988.